# 白頸鳶
白頸鳶（學名：Leptodon forbesi）是一種在南美洲出現的猛禽，在巴西北部繁殖。
白頸鳶體長50厘米，成鳥頭部灰色，後頸為白色，上半身黑色，下半身則為白色。灰色而平闊的尾巴。與在巴西南部繁殖的灰頭鳶相當相似，並一度被看成是其亞種。
因觀察紀錄相當稀少，而且有關其飲食及繁殖的資料均缺乏，此外在有其紀錄的地方，包括阿拉戈斯州海岸及伯南布哥等均有大規模的森林開伐，因此目前在IUCN紅色名錄上被列作濒危物種。目前估計該物種的數目僅有250-999對左右。
其學名中的種加詞是紀錄英國動物學家 William Alexander Forbes。

## 外部連結
- BirdLife資料介紹 （页面存档备份，存于）